# IPEX症候群
X连锁多内分泌腺病肠病伴免疫失调（或IPEX）综合征（英語： (or IPEX) syndrome）是一种罕见病，与编码转录因子叉头型P3（FOXP3）的基因功能障碍有关，该基因被广泛认为是调节性T细胞谱系的主要调节因子。IPEX导致CD4+调节性T细胞功能障碍和随后的自身免疫。该疾病是自身免疫性多内分泌腺综合征之一，表现为自身免疫性肠病、牛皮癣或湿疹性皮炎、指甲营养不良、自身免疫性内分泌病和自身免疫性皮肤病，如普秃和大疱性类天疱疮。IPEX的管理在通过骨髓移植治疗该综合征方面取得了有限的成功。

## 介绍
IPEX综合征最具代表性的诊断标准是自身免疫性肠病。肠病的最初症状始于出生后的第一天，其特征是腹泻、呕吐、胃炎、肠梗阻和结肠炎。第二个标志是1型糖尿病（T1D），其最严重的并发症是组织学检查证实的胰腺破坏。皮炎是下一个迹象，它可以以三种形式呈现：湿疹样（主要是特应性皮炎）、鱼鳞状和牛皮癣或组合出现。其他皮肤表现可能包括唇炎、甲营养不良和脱发。除了该综合征中三个最重要的三联征症状外，其他非典型症状包括：甲状腺和肾功能障碍、血小板和中性粒细胞计数减少、关节炎、脾肿大、淋巴结病和感染。

### IPEX患者家族史
IPEX患者通常出生时体重和身长正常。最初的症状可能出现在生命的最初几天，一些报告的病例将新生儿标记为宫内发育迟缓和羊水中有胎粪。

### 三联征
该疾病的严重病程以三联征为特征：顽固性腹泻、T1D和湿疹。
临床表现包括：肠病、皮肤表现、内分泌病、血液学异常、感染、自身免疫性溶血性贫血和食物过敏。

## 遗传学

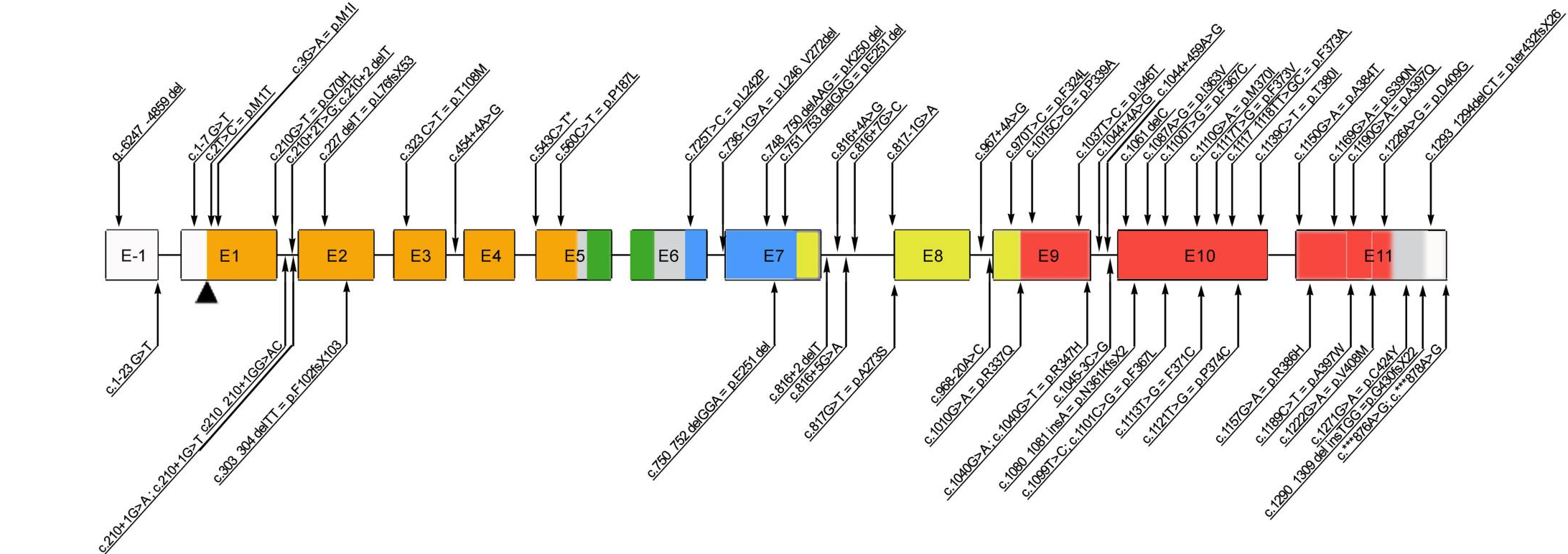
FOXP3 基因突变导致 IPEX 综合征 - 2012年已知。

IPEX综合征通过X连锁隐性方式在男性中遗传，因其细胞遗传学位置为Xp11.23的FOXP3基因参与了这种情况的机制。FOXP3基因有12个外显子，其全读开放框架编码431个氨基酸。已经发现了大量的突变，包括单碱基替换、缺失和剪接突变。FOXP3表达故障的后果会导致Treg产生缺陷。这些患者没有循环CD4+/CD25+/FOXP3+ Treg细胞。已经描述了FOXP3的表达减少，这些患者可能表达正常水平的功能失调蛋白，这会导致生命后期或新生儿期出现轻微症状。如果怀疑IPEX综合征患者应该进行基因检测，即使周围存在FOXP31 T细胞。导致故障蛋白表达的FOXP3突变通常位于称为叉头结构域的DNA结合结构域中。截短的蛋白质不能与其DNA结合位点结合，因此其与调节性T淋巴细胞发育和功能有关的功能受损。调节性T细胞的缺失或功能障碍是自身免疫症状的原因。
2018 年的数据描述了70多个导致IPEX综合征的FOXP3基因突变。随着新病例和发现的出现，这个数字仍在变化。

### FOXP3通路
FOXP3可以作为Treg细胞的抑制因子和反式激活因子，取决于它与其他蛋白质的相互作用。FOXP3表达的特点是控制转录、影响表观遗传变化和转录后修饰。FOXP3的N端阻遏结构域可以改变Treg细胞的转录或表观遗传调控。转录活性通过N末端结构域和Eos之间的相互作用而改变-Eos与CtBP1相关联并形成辅阻遏复合物。该复合物与IL2启动子结合，使FOXP3 能够抑制Treg细胞中的IL2转录。FOXP3与组蛋白去乙酰化酶 (HDAC)7、HDAC9和组蛋白乙酰转移酶TIP60形成复合物，从而改变Treg细胞的表观遗传活性。FOXP3的N端结构域还可以拮抗转录因子RORγ和RORα，从而抑制TH17细胞分化。FOXP3通过下游转录因子与TCR信号传导相关联。所有这些发现都证实了FOXP3在调节Treg细胞转录活性/抑制中的重要性。